# Lasiopogon opaculus
Lasiopogon opaculus là một loài ruồi trong họ Asilidae. Lasiopogon opaculus được Loew miêu tả năm 1874.